# Autoceļš A13
Autoceļš A13 ist eine zu Lettlands Staatsstraßen gehörende „Staatliche Hauptstraße“ (lett. Valsts galvenie Autoceļi). Sie führt von Medumi aus Richtung Litauen kommend nach Kārsava und dann weiter nach Grebņova zur Grenze mit Russland. Die A13 ist Teil der Europastraße 262.